# Cyathopsis albicans
Espèce
Synonymes
- Styphelia albicans (Brongn. & Gris) Sleumer
- Leucopogon multiloculare Pancher ex Guillaumin

Statut de conservation UICN

LC : Préoccupation mineure
Cyathopsis albicans est une espèce de plantes à fleurs de la famille des Ericaceae.

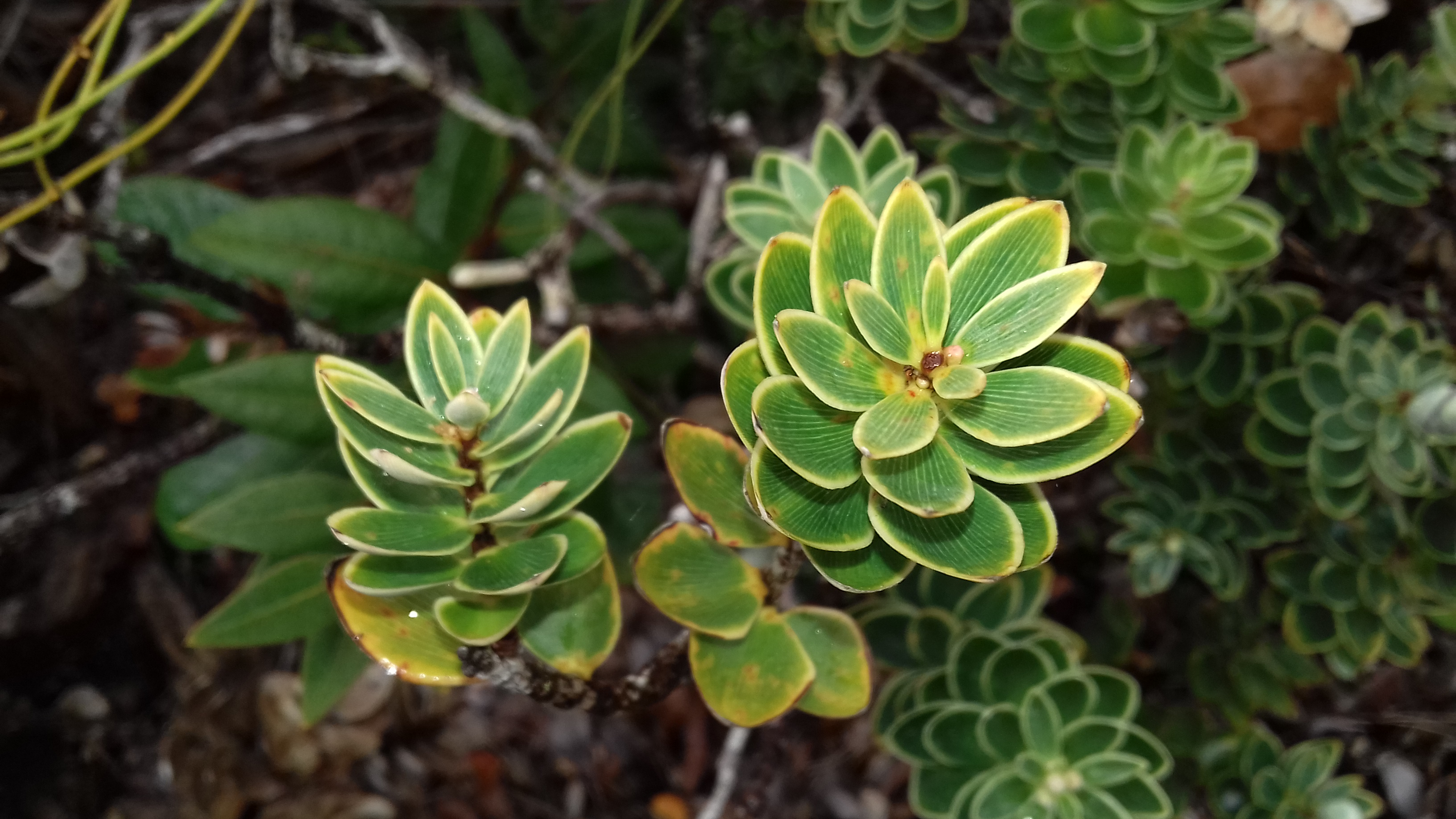
Feuilles de Cyathopsis albicans.

## Description

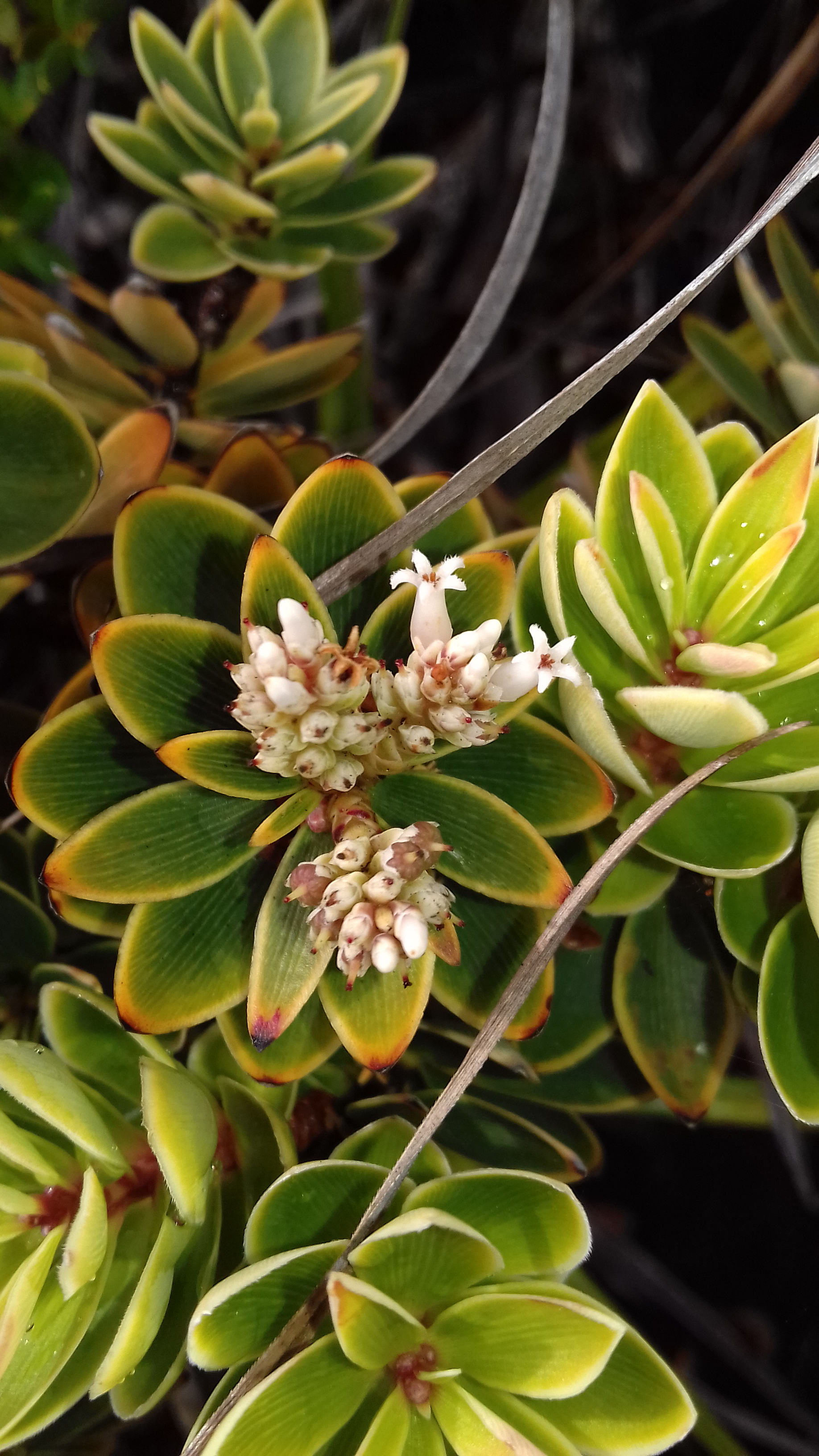
Inflorescence de Cyathopsis albicans.

### Aspect général
L'espèce se présente comme un arbrisseau ou un arbuste pouvant aller jusqu'à 1 mètre 50, rarement davantage. Il est trapu et peu ramifié, son port est arrondi. Ses rameaux sont dressés, glabres, courts et épais.

### Feuilles
Les feuilles, coriaces, sont courtement et largement pétiolées. Elles sont fortement imbriquées sur les tiges. Leur marge se distingue par un liseré clair. Leurs nervures sont légèrement saillantes en-dessous. Le dessous des feuilles est glauque-argenté.

### Fleurs
Les fleurs sont petites, sessiles, blanches, et sont concentrées à l'extrémité des tiges. Elles sont blanches à rosées et ont 5 pétales.

### Fruits
Les fruits sont des petites drupes qui deviennent rouges ou rose foncé à maturité.

### Écorce
L'écorce est de couleur gris pâle ou gris brunâtre.

## Répartition

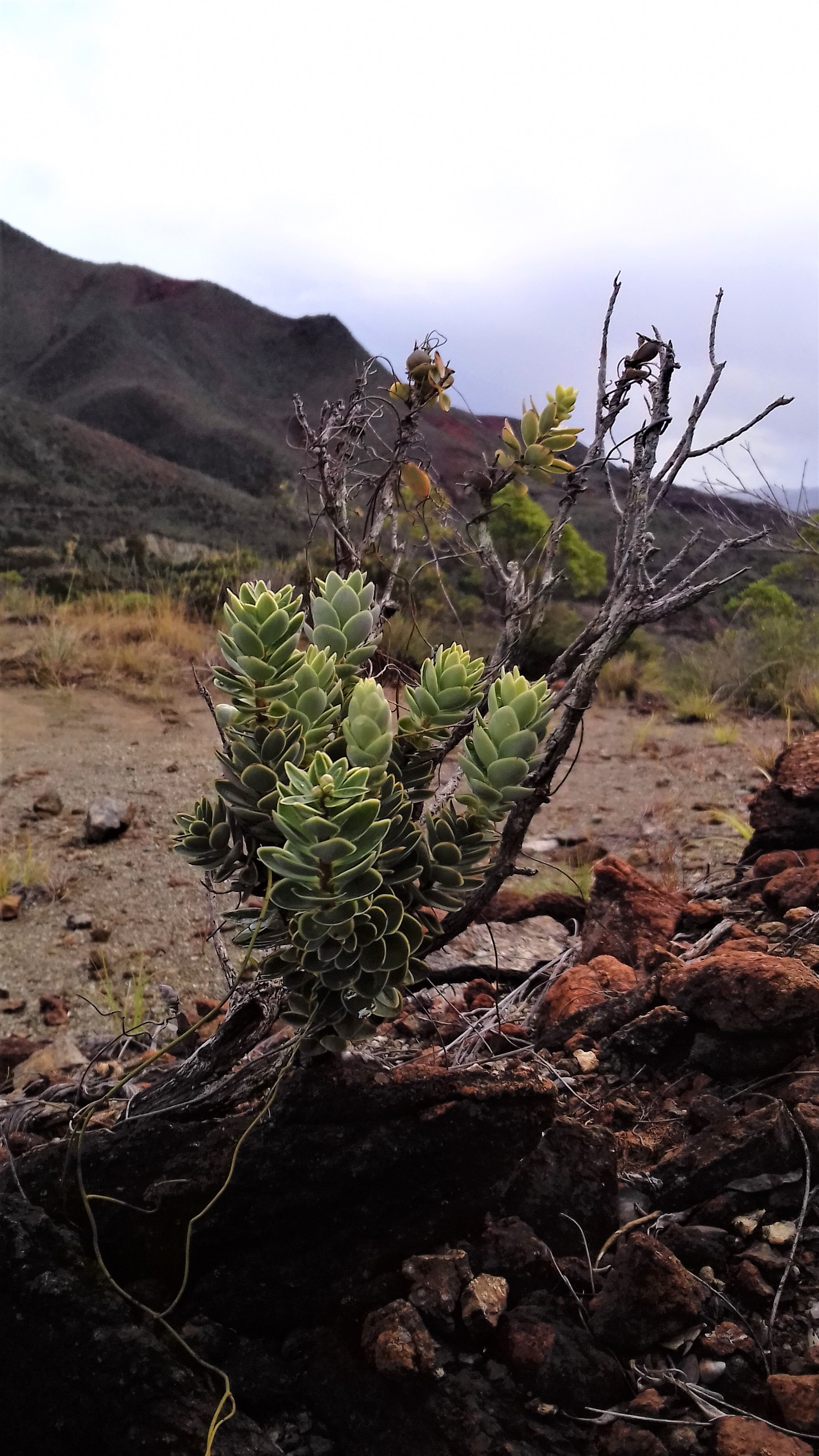
L'espèce affectionne les substrats ultramafiques du maquis minier calédonien.

Cette espèce est endémique de la Nouvelle-Calédonie. On la trouve sur la Grande Terre et sur l'Ile des Pins (pic N'Ga), dans le maquis plus ou moins ouvert. Elle pousse de manière non grégaire sur sol très érodé, sur substrat ultramafique, moyenne altitude,.